# Ida utca
Az Ida utca Budapest XIV. kerületének egyik mellékutcája. Az Ilka utca és a Hungária körút között húzódik. Nevét 1883-ban kapta.

## Története
Hivatalosan 1883-ban kapta nevét, ekkor a VII. kerülethez tartozott. 1935. június 15-én az újonnan létrehozott XIV. kerület része lett. A rövid utcának az első szakasza az Ilka utcától a Hermina útig Istvánmező, a második része a Hungária körútig Herminamező városrészhez tartozik.

### Híres lakói
- Bajor Gizi (1893–1951) Kossuth-díjas színésznő (2.)
- Fodor Ármin (1862–1944) bíró, jogtudós, kúriai tanácselnök (3.)
- Gyukits Gyula (?–?) kalapgyáros (4.)
- Schuler József (?–?) udvari tanácsos (2.)
- Szladits Károly (1871–1956) jogász, bíró, egyetemi tanár (3.)

## Épületei
2. – Schuler-villa (Ilka utca 51.)
1908 és 1910 között épült villa Benedek Dezső tervei alapján Schuler József udvari tanácsos számára. Napjainkban Mérnöktovábbképző Intézet működik benne.
3. – Szladits-villa
1909-ben épült villa Benes Imre tervei alapján Fodor Ármin táblabíró részére. Később Szladits Károly itélőtáblai bíró, egyetemi tanár lett a tulajdonosa és róla Szladits-villaként is emlegetik.
4. – Villa (Hermina út 18.)
1914-ben épült villa Schannen Ernő és Schannen Artúr tervei alapján Gyukits Gyula a Gizella úti kalapgyár tulajdonosa számára épült.